# 碓井広義
碓井 広義（うすい ひろよし、1955年 - ）は、日本のテレビプロデューサー。メディア文化評論家。元上智大学文学部新聞学科教授。
専門はメディア文化論。学位は博士（政策研究）（千葉商科大学・2006年）、博士論文は「地域メディアとしてのポータルサイトの研究と開発 : 情報コモンズ構築による地域情報化の実践」である。

## 経歴
長野県塩尻市出身。長野県松本深志高等学校を経て、1978年に慶應義塾大学法学部政治学科を卒業、2006年に千葉商科大学大学院政策研究科政策専攻博士課程修了。
1981年にテレビマンユニオンに参加し、20年間にわたってドキュメンタリーやドラマの制作を行った。番組制作の傍ら、1994年より慶應義塾大学環境情報学部の非常勤講師を務めた。1996年より慶應義塾大学環境情報学部準専任助教授、2000年より慶應義塾大学大学院政策・メディア研究科特別研究助教授、2002年より千歳科学技術大学光科学部光応用システム学科助教授、2006年より同学科教授。2008年より東京工科大学メディア学部教授。2010年より上智大学文学部新聞学科教授。2020年3月、上智大学を定年退職。
千歳科学技術大学在職時に「のりゆきのトークDE北海道」に出演したことをきっかけに、東京異動後もレギュラー出演を続け、北海道新聞はじめ北海道のメディアでの活躍が多い。

## 出演
- のりゆきのトークDE北海道（北海道文化放送）
- 大竹まことの金曜オトナイト（BSジャパン）
- くにまるジャパン 極（文化放送、2017年5月19日）
- TBSレビュー（TBS、不定期出演）
- イチオシ!!（北海道テレビ放送）
- イチモニ!（北海道テレビ放送）
- みんテレ（北海道文化放送）

## 著書
- 『テレビが夢を見る日』（集英社、1998年）
- 『マスコミ就職 合格のヒント』（朝日出版社、2000年）
- 『テレビの教科書』（PHP研究所、2003年）
- 『ニュースの大研究』（PHP研究所、2009年）
- 『ドラマへの遺言』（新潮社、2019年）
- 『倉本聰の言葉　ドラマの中の名言』（新潮社、2020年）
- 『少しぐらいの嘘は大目に　向田邦子の言葉』（新潮社、2021年）
- 『「北の国から」黒板五郎の言葉』（幻冬舎、2021年）
- 『脚本力』（幻冬舎、2022年）

## 関連人物
- はまみつを - 児童文学作家。中学時代の担任教師[要出典]。同じ長野県松本深志高等学校出身。
- 三村景一 - MBSメディアホールディングス代表取締役会長および毎日放送代表取締役社長。慶応義塾大学時代の同級生[要出典]。
- 上村彩子(アナウンサー) - TBSアナウンサー。教え子[7]。